# Вембли (Алберта)
Вембли (енгл. Wembley) је малена варошица у северном делу канадске провинције Алберта. Налази се на обалама реке Вапити, 23 км западно од града Гранд Прери у оквиру статистичке регије Северна Алберта. 
Према попису становништва из 2011. у варошици су живела 1.383 становника што је пад за 4,2% у односу на попис из 2006. када је регистровано 1.443 становника.

## Становништво
| 2011. |
| ----- |
| 1.383 |